# 南亚含笑
南亚含笑（学名：Michelia doltsopa）为木兰科含笑属下的一个种。